# 彭亨州旗
彭亨州旗是一面象征马来西亚彭亨州的旗帜，是一面上白下黑的二色横条旗。

## 象征意义
上部的白色象征彭亨苏丹，而下部的黑色则是宰相的代表色——彭亨王室源于柔佛的宰相世家。上白下黑的设计象征着具有主权的君主统治制度。

## 历史旗帜
- 彭亨州政府船旗（1888年—1942年）
- 彭亨参政司官旗（1888年—1942年）